# Duliacus
Duliacus är en ö i Eritrea.   Den ligger i regionen Norra rödahavsregionen, i den nordöstra delen av landet, 120 km nordost om huvudstaden Asmara. Arean är 0,49 kvadratkilometer.
Terrängen på Duliacus är mycket platt. Öns högsta punkt är 9 meter över havet. Den sträcker sig 1,0 kilometer i nord-sydlig riktning, och 0,7 kilometer i öst-västlig riktning.